# Тімей (Платон)

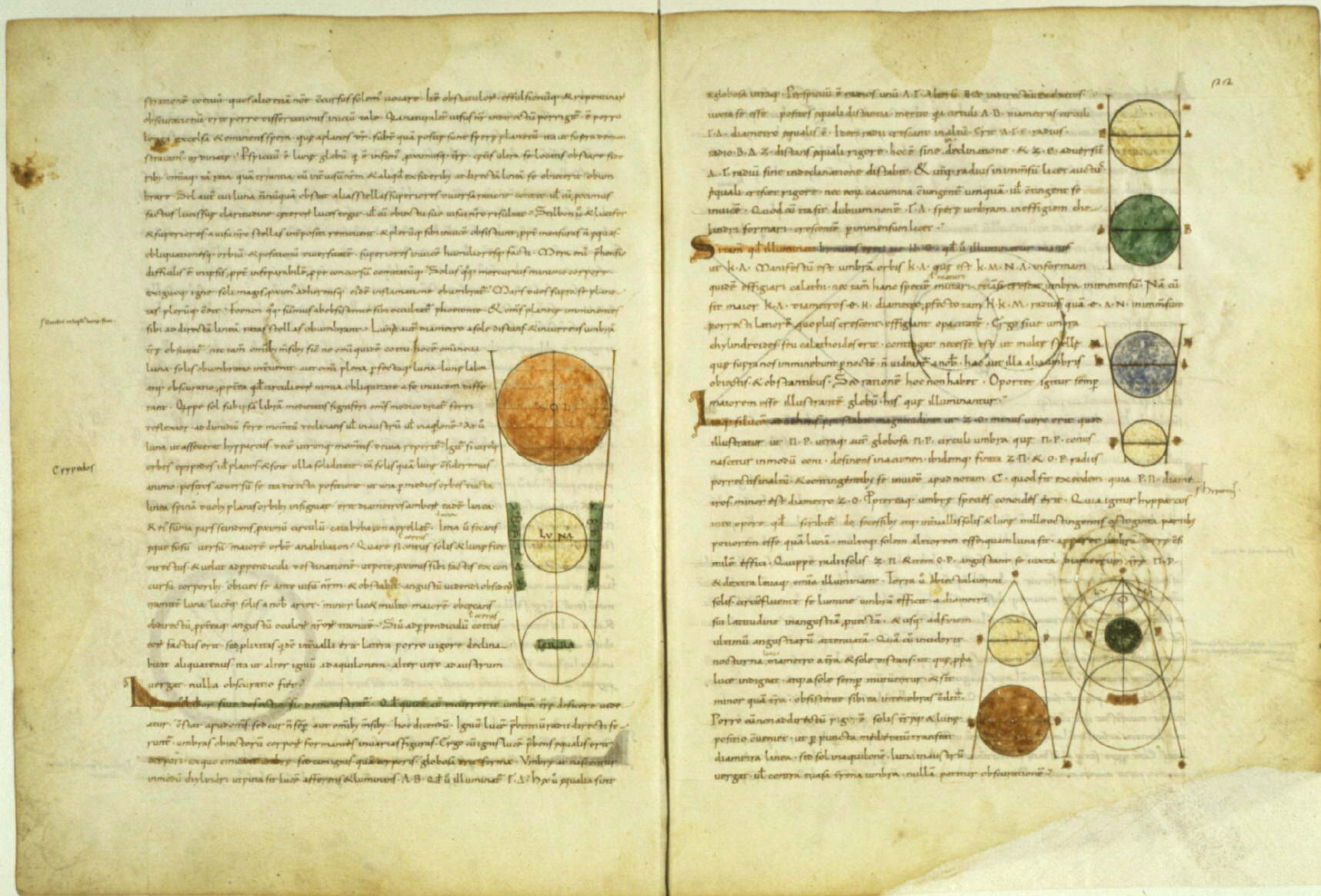
Середньовічний переклад "Тімея" латиною (1308 рік)

«Тіме́й» — пізній діалог Платона. На початку він є розмовою кількох осіб, а далі майже цілком стає монологом. Цей твір стосується космології, влаштування та утворення космосу, стосунку людини та всього живого до нього. Мав значний вплив на мислення в період раннього Середньовіччя.

## Зміст
На початку описується зустріч Сократа з Тімеєм, Критієм і Гермократом наступного дня після бесіди про державу (що описано в діалозі «Держава»). Тепер ставиться питання щодо обґрунтування основ ідеальної держави. Стверджується, що вона повинна бути відображенням і продовженням ідеального космосу, тобто, впорядкованого світу. Звідси виходить висновок про необхідність філософської побудови космосу. Сократ вислуховує оповідь Критія про Атлантиду, коли зачіпається проблема устрою держави.
Далі трактуються основні поняття, на яких будується антична астрономія, доводиться положення, що космос є тільки подібність вічного і наслідування божественному. Оскільки вічне і божественне Платон розуміє як світовий розум, вищий за все матеріальне, надалі він веде міркування про функції космічного розуму. Платон подає свої міркування про космос тільки як ймовірні, оскільки вони всі не пов'язані з тим, що можна спостерігати, а точний і безумовний, з точки зору Платона, тільки чистий розум.
Наступні частини містять концепцію космосу як живої істоти, наділеної розумом. Існує ієрархія принципів — розум, душа, тіло, що по відношенню до космосу дає космічний розум, космічну душу і космічне тіло. Тіло космосу, таким чином, володіє душею і розумом, тобто космос є жива, розумна істота, створена певним творцем. Цього творця філософ називає Деміурґом. Платон викладає думку, що розум породжує душу, а душа — космічне тіло. Платона зауважує, що світів не може бути багато. Існує один-єдиний досконалий зразок, і тому існує тільки один світ, створений за ним.
Далі Платон описує вчення про пропорції чотирьох елементів космосу — землі, води, повітря і вогню. Він говорить про утворення світової душі і її гармонійне влаштування, поєднання зі світовим тілом. Воно виражається в пропорційних відстанях між зірками і їхньому русі.
Філософ розмірковує про виникнення богів та вірування в них у різних народів. Далі він задається питанням про закони людської природи, безпосередню участь вищого бога в створенні окремих розумних істот. Він розглядає нескінченне і безсмертне в людині. Висловлюється думка, що після створення людини вищим божеством її формуванням займалися нижчі боги. Далі йде мова про кінечне і смертне в людині, взаємовідносини душевних і тілесних рухів людини з рухами космосу і зірок.
Платон розмірковує що таке матерія і вводить поняття первинної матерії. Він називає її дечим неоформленим, тоді як простір є оформленою матерією. Вторинна матерія виражається в геометричних тілах, з яких складається все на світі. Філософ описує трикутники як первинні форми, з яких складаються тіла, фізичні закони руху, різновиди стихій. Він обдумує людські чуття, від відчуття тепла і холоду до зору.
Узагальнивши попередні думки, Платон говорить про особливості розвитку і діяльності людського тіла. Окремо зупиняється на хворобах тіла і душі, принципах їх гармонічної побудови, різниці статей і ступенях тваринного життя.

## Основні ідеї
За Платоном, Всесвіт створено Деміурґом, ідеальним та благим божеством через взаємодію розуму та потреби, який не створив, а лише впорядкував матерію. Платон часто вживає слово «бог», але його розуміння єдиного верховного бога відрізняється від такого в монотеїстичних релігіях. У Платона бог (Деміурґ, тобто творець, будівельник) не створює світ з нічого, а оформлює вічну матерію, яка існує сама по собі. Також Платон не говорить про нього як про особистість (у греків того часу не було такого поняття) і стверджує, що всі нижчі рівні буття походять з вищих. Тобто, світ і все в ньому створене з самого Деміурґа. Крім того, філософ наголошує, що сказане ним це тільки припущення.
Всесвіт Платон описує сферою, оскільки тільки сфера є рівномірною, а рівномірність є доцільнішою за нерівномірність. Існує чотири види істот: боги, птахи, риби та сухопутні тварини. Боги представляють вогонь, вони є зірками, тому вічні. Творець повідомив богам, що міг би їх знищити, проте, не робить цього свідомо. Він наділив їх можливістю створити смертну тілесну частину інших істот, після того, як створив безсмертну та нескінченну частину — душу й розум.
Кожній стихії відповідає одна із фігур (форма її атомів): землі — куб, повітрю — октаедр, воді — ікосаедр, вогню — тетраедр. Стихійні елементи не є базовими елементами матерії, але її станами. Основними елементами, на яких засновані всі речі, є два види трикутників: один трикутник — пів квадрат, другий — рівносторонній. Кожна зірка відповідає конкретній душі. Душі мають певні стихійні почуття, тільки коли вони дають їм опанувати себе, тоді вони провадять правильне життя.
Передбачається цікавий шлях реінкарнації — боязливі чоловіки стають в наступному житті жінками.
Цей діалог сутнісно розкриває ідею Anima mundi, яка була сформульована Платоном і стала основним компонентом кількох неоплатонічних філософських систем.